# Alahor in Granata

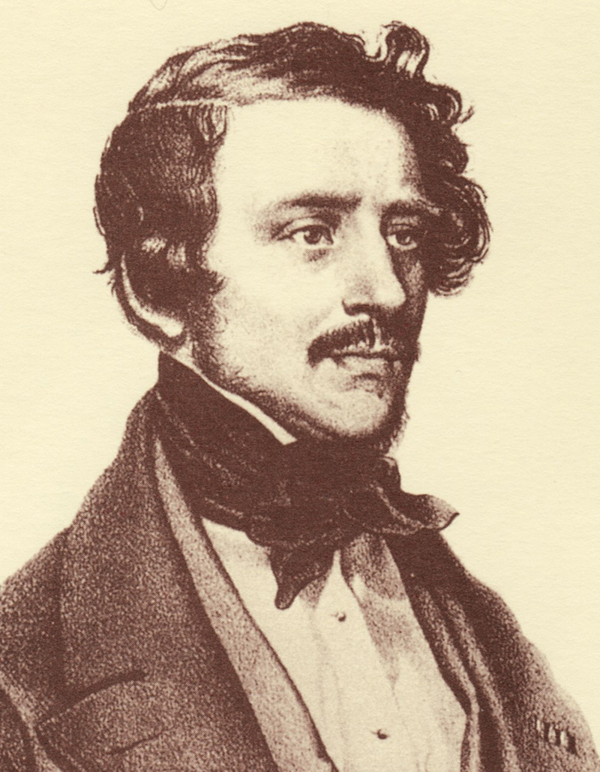
Gaetano Donizetti.

Alahor in Granata är en opera i två akter med musik av Gaetano Donizetti till ett anonymt italienskt libretto (med endast initialerna "M.A.") efter Jean-Pierre Claris de Florians text Gonzalve de Cordoue, ou Granade reconquise (1793). Det verkar som om librettots ursprungsbas går tillbaka till ett av Felice Romani skrivet för Meyerbeer 1821.
Den största delen av 1825/26 tillbringade Donizetti i Palermo som dirigent vid Teatro Carolino. Alahor in Granata skrevs med syfte att uppföras i december 1825 men premiären senarelades till den 7 januari 1826 och blev en stor succé hos både kritiker och publik.

## Uppförandehistorik
Partituret var sedan länge antaget förkommet, men en kopia - "inte av kompositörens hand" – upptäcktes i Boston 1970. Originalpartituret kom i dagen några år senare i Palermo. En del av musiken återanvändes i Emilia di Liverpool 1828 och Kärleksdrycken 1832.
Den första nutida uppsättningen gjordes i Sevilla 1998 och finns bevarad på DVD.

## Personer

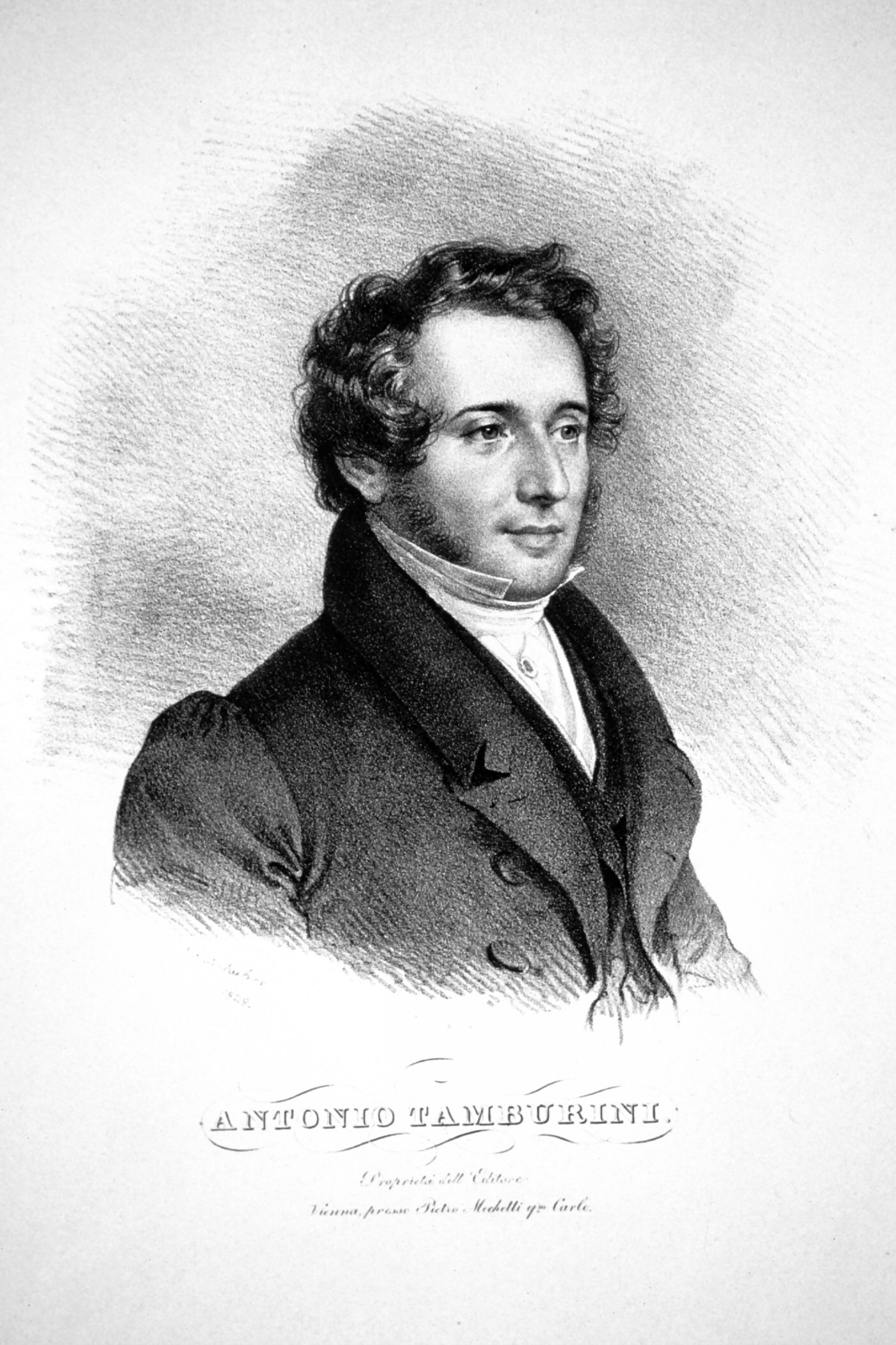
Antonio Tamburini 1828

| Roller                                       | Stämma      | Premiärbesättning 7 January 1826 |
| -------------------------------------------- | ----------- | -------------------------------- |
| Zobeida, Mohameds dotter, syster till Alahor | sopran      | Elisabetta Ferron                |
| Alahor, Mohameds son                         | baryton     | Antonio Tamburini                |
| Muley-Hassem, Kung av Granata                | kontraalt   | Marietta Gioia Tamburini         |
| Sulima, Zobeidas favoritslav                 | mezzosopran | Carlotta Tomassetti              |
| Alamar, stamhövding                          | tenor       | Berardo Winter                   |
| Ismaele, Alamars falske vän                  | tenor       | Salvatore Patti                  |
| Soldater, folk                               |             |                                  |

## Handling
Tid: Medeltiden
Plats: Granada